# Joseline Tapia
Joseline Soledad Tapia Zamora (Antofagasta, 20 de agosto de 1979) es una geóloga chilena Doctora en Ciencias mención Geología de la Universidad de Chile y Docteur en Hydrologie, Hydrochimie, Sols et Environnement de la Université Paul Sabatier,  y actualmente es académica del Departamento de Ciencias Geológicas de la Universidad Católica del Norte. Ha sido miembro del directorio de la Sociedad Geológica de Chile y del Colegio de Geólogos de Chile; centrándose en la calidad de formación de geólogos en Chile.
Además su investigación se ha centrado en temáticas relativas a la geología ambiental y sus resultados han sido capaces de sostener denuncias sobre la contaminación ambiental en la población del Norte grande de Chile a causa de la industria minera.

## Biografía
Hizo sus estudios secundarios en el Instituto Santa María de Antofagasta, migrando el año 1999 hacia Santiago para realizar sus estudios de pregrado en la Facultad de Ciencias Físicas y Matemáticas de la Universidad de Chile. Obtuvo su título de Geóloga el año 2005. El año 2007 ingresó al Doctorado en Ciencias, mención Geología de la Universidad de Chile y el 2008 al Doctorat en Hydrologie, Hydrochimie, Sols et Environnement de la Universidad Paul Sabatier, graduándose en ambas instituciones con su investigación sobre fuentes, movilidad y disponibilidad de metales y metaloides contaminantes en la zona minera de Oruro, Altiplano de Bolivia.

### Carrera profesional
En 2014 ayuda a fundar el Grupo de Geología Ambiental de la Sociedad Geológica de Chile desempeñándose como coordinadora hasta 2018. Desde esa plataforma ha aportado a la Geología Ambiental en Chile, incluyendo estudios de contaminación en Antofagasta.
La investigación desarrollada y liderada por Tapia ha indicado que el polvo negro contaminante que afecta a la ciudad procede del puerto; este polvo está compuesto por altas concentraciones de arsénico, cadmio, cobre, molibdeno, plomo y zinc, los cuales son nocivos para la salud humana. Esto ha generado una demanda contra la empresa portuaria y un control fiscalizador por parte de la Superintendencia del Medio Ambiente. Debido a la visibilización del problema ambiental en la zona, los niveles de concentración de los contaminantes han decrecido con el tiempo.
Entre los años 2012 y 2016 se desempeñó como Profesor Asistente del Departamento de Ingeniería en Minas de la Universidad de Antofagasta. Entre los años 2016 y 2018 como Profesor Asistente del Instituto de Ciencias de la Tierra de la Universidad Austral, t entre los años 2018 y 2019 como Directora Nacional de la carrera de Geología y miembro del claustro del Doctorado en Conservación y Gestión la Biodiversidad, Universidad Santo Tomás.

## Premios y distinciones
- 2018 Premio Juveni Excellenti de la Sociedad Geológica de Chile[19]

## Publicaciones seleccionadas
Esta es una lista de los trabajos científicos más citados de la investigadora; para revisar el listado completo revisa el perfil del investigador en Google Scholar.
- Tapia, J.; Audry, S.; Townley, B.; Duprey, J. L. (2012-02). «Geochemical background, baseline and origin of contaminants from sediments in the mining-impacted Altiplano and Eastern Cordillera of Oruro, Bolivia». Geochemistry: Exploration, Environment, Analysis (en inglés) 12 (1): 3-20. ISSN 1467-7873. doi:10.1144/1467-7873/10-RA-049. Consultado el 7 de marzo de 2020.
- Tapia, Joseline; Audry, Stéphane (2013-04). «Control of early diagenesis processes on trace metal (Cu, Zn, Cd, Pb and U) and metalloid (As, Sb) behaviors in mining- and smelting-impacted lacustrine environments of the Bolivian Altiplano». Applied Geochemistry (en inglés) 31: 60-78. doi:10.1016/j.apgeochem.2012.12.006. Consultado el 7 de marzo de 2020.
- Tapia, J.; González, R.; Townley, B.; Oliveros, V.; Álvarez, F.; Aguilar, G.; Menzies, A.; Calderón, M. (2018-08). «Geology and geochemistry of the Atacama Desert». Antonie van Leeuwenhoek (en inglés) 111 (8): 1273-1291. ISSN 0003-6072. doi:10.1007/s10482-018-1024-x. Consultado el 7 de marzo de 2020.
- Tapia, J.; Murray, J.; Ormachea, M.; Tirado, N.; Nordstrom, D.K. (2019-08). «Origin, distribution, and geochemistry of arsenic in the Altiplano-Puna plateau of Argentina, Bolivia, Chile, and Perú». Science of The Total Environment (en inglés) 678: 309-325. doi:10.1016/j.scitotenv.2019.04.084. Consultado el 7 de marzo de 2020.
- Tapia, Joseline S.; Valdés, Jorge; Orrego, Rodrigo; Tchernitchin, Andrei; Dorador, Cristina; Bolados, Aliro; Harrod, Chris (2018). «Geologic and anthropogenic sources of contamination in settled dust of a historic mining port city in northern Chile: health risk implications». PeerJ 6: e4699. ISSN 2167-8359. PMC 5922233. PMID 29707438. doi:10.7717/peerj.4699. Consultado el 7 de marzo de 2020.
- Tapia, J.; Davenport, J.; Townley, B.; Dorador, C.; Schneider, B.; Tolorza, V.; von Tümpling, W. (2018-02). «Sources, enrichment, and redistribution of As, Cd, Cu, Li, Mo, and Sb in the Northern Atacama Region, Chile: Implications for arid watersheds affected by mining». Journal of Geochemical Exploration (en inglés) 185: 33-51. doi:10.1016/j.gexplo.2017.10.021. Consultado el 7 de marzo de 2020.